# William Johnson Stone

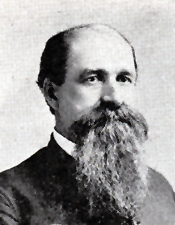
William Johnson Stone, 1893

William Johnson Stone (* 26. Juni 1841 in Kuttawa, Lyon County, Kentucky; † 12. März 1923 in Frankfort, Kentucky) war ein US-amerikanischer Politiker. Zwischen 1885 und 1895 vertrat er den Bundesstaat Kentucky im US-Repräsentantenhaus.

## Werdegang
William Stone besuchte die öffentlichen Schulen seiner Heimat und das Q.M. Tyler’s Collegiate Institute in Cadiz. Anschließend studierte er Jura. Während des Bürgerkrieges war er Hauptmann im Heer der Konföderation; danach arbeitete er in der Landwirtschaft. Außerdem begann er eine politische Laufbahn als Mitglied der Demokratischen Partei.
In den Jahren 1867, 1875 und 1883 saß Stone als Abgeordneter im Repräsentantenhaus von Kentucky, wobei er 1875 dessen Speaker war. Bei den Kongresswahlen des Jahres 1884 wurde er im ersten Wahlbezirk von Kentucky in das US-Repräsentantenhaus in Washington, D.C. gewählt, wo er am 4. März 1885 die Nachfolge von Oscar Turner antrat. Nach vier Wiederwahlen konnte er bis zum 3. März 1895 fünf zusammenhängende Legislaturperioden im Kongress absolvieren. Zwischen 1887 und 1889 war er Vorsitzender des Ausschusses, der sich mit Kriegsentschädigungen befasste.
Nach dem Ende seiner Zeit im US-Repräsentantenhaus war Stone in seinem Geburtsort Kuttawa im Handel tätig. Im Jahr 1912 wurde er Beauftragter für Pensionsansprüche ehemaliger Konföderierter. Dieses Amt übte er bis zu seinem Tod am 12. März 1923 aus.